# Steve Penney
Steven Alexander "Steve" Penney (Ballymena, 6 de janeiro de 1964) é um ex-futebolista profissional norte-irlandês que atuava como ponta.

## Carreira
Steve Penney fez parte do elenco da Seleção Norte-Irlandesa de Futebol, da Copa de 1986.